# Age of Empires III: The Napoleonic Era
Age of Empires III: The Napoleonic Era là một trò chơi chiến thuật thời gian thực, được phát triển và phát hành bởi The Napoleonic Era Core Team. Nằm trong loạt trò chơi Age of Empires, là một phần của Age of Empires III, trò chơi tập trung miêu tả về giai đoạn chiến tranh Napoleon ở châu Âu.

## Nội dung

### Chơi

Phổ army with Westphalian and Württembergian allies on the Rhein map.

The Napoleonic Era có một số các tính năng chơi game mới. Một vài yếu tố từ Age of Empires II được giới thiệu lại, giống như khả năng có một số lượng không giới hạn của người định cư xây dựng của một tòa nhà. Một số công nghệ mới có sẵn trong các tòa nhà khác nhau. Một tòa nhà công nghệ mới, các trường đại học, cũng là giới thiệu cho tất cả các quốc gia phương Tây. Nó chứa một lượng nhỏ các quốc gia mạnh mẽ nâng cấp cụ thể, cũng như hai cái ngẫu nhiên tạo ra. Người chơi cũng có thể truy cập vào các đơn vị mới ưu tú, chẳng hạn như các tay thiện xạ, thông qua các trường đại học. Những thay đổi khác bao gồm xây dựng một giới hạn trên các bức tường, và giải thưởng kinh doanh bài thay đổi.

### Nền văn minh
Ngoài những nền văn minh có sẵn trong Age of Empires III cùng hai bản mở rộng của nó (The WarChiefs và The Asian Dynasties), The Napoleonic Era còn giới thiệu với người chơi một số nền văn minh mới chơi được. Mỗi nền văn minh đều mang đặc điểm khác nhau, từ những công trình xây dựng, những chuyến hàng từ Home City, khả năng rieng biệt. Sandy Petersen thừa nhận rằng, Thụy Điển và Ý từng được lên kế hoạch để xuất hiện trong Age of Empires III của Ensemble Studios, và chẳng hạn những quân đánh thuê như Elmeti và Lính bắn súng hoả mai (Fusilier) đều là những đơn vị đặc trưng của hai nền văn minh nói trên. Tuy nhiên, Ý và Thụy Điển trong The Napoleonic Era lại được thiết kế bởi Napoleon Core Era Team. Người Inca và Ba Tư được công bố sẽ đưa vào trò chơi trong tương lai.
| Cờ | Nền văn minh | Vua               | Các đặc điểm |
| -- | ------------ | ----------------- | --- |
|    | Phổ          | Friedrich Đại đế  | The Prussians have the largest array of unique military units of any European civilization. Instead of Settlers, Prussia gets Landwehrs, powerful military villagers. With each military building they construct, they get free military units. All Prussian infantry and cavalry units autoheal over time. Prussian Outpost wagons can construct Barracks, Stables, and Foundries and they gain a free military wagon at each age-up. |
|    | Ý            | Pope Pius         | The Italians have access to more technologies than other civilizations. Their economic upgrades and market exchange are slightly better than they are for other civilizations. They also have stronger buildings; most of their buildings are constructed by their architect heroes. Italy starts with resources already in their inventory. They also gain their first shipment earlier than other civilizations. Another bonus is the large bandwidth of politicians which allows them to age up more cheaply to the Colonial, Fortress, and Industrial age, however, they do not provide any other bonuses. The Italians can also make a huge basilica, which can make Church units and Nunicos, (unique Italian priest that boosts nearby units stats and, with a Basilica upgrade, can get an attack that kills most units) Gives a trickle of coin and other resources, and serves as a University. |
|    | Thụy Điển    | Karl XII          | The Swedes have military units that are stronger than those of other civilizations, but more expensive and train more slowly. Swedish military unit line upgrades are much cheaper than those of other civilizations, also all Swedish non-archaic units can be upgraded to Royal Guard status. Swedish settlers are more expensive and train slowly, and Sweden is limited to only 50 settlers. Sweden gains all woodcutting upgrades for free as they age up. In addition, Sweden gains the Hunting Dogs và Placer Mines upgrades for free. The Swedish Explorer can create copper and gold mines. |
|    | Áo           | Marie Louise      | The Austrians have special technologies and bonuses that make them a powerful civilization The Austrians age up with Food and wood instead of food and coin, and instead of only food for age 1, it costs food and wood. Austrian settlers are much cheaper than those of other civilizations and get even cheaper by every age. They have special unique fortified buildings for defense. Their politician system provides a similar array of options at each age-up: Either resources, settlers, Mercenaries, or defensive buildings. The Homecity contains powerful cards for improving their native allies and mercenaries. Buildings repair themselves automatically. |
|    | Hoa Kỳ       | George Washington | The Americans have several types of gatherers available to them, each with different strengths and weaknesses. They do not start with an Explorer, but need to use their Frontiersmen to gather treasures. American Politicians grant additional bonuses for aging up, beyond granting shipments of units or resources. At each age, the player also gains an additional Frontiersman. Covered Wagons can also turn into mills or plantations. They can recruit Continental Marines from the Dock and Town Center to protect the country and attack the enemy. Instead of mercenaries, Americans can ship auxiliary troops and immigrants from European countries. |
|    | Ba Lan       | Jan Sobieski      | The Poles start with an outpost wagon, allowing them to establish early map control. All Polish units and buildings have extra line of sight. Buildings are cheaper, but weaker than those of other civilizations. Their mills and Plantations are especially cheap, though they have a lower gatherer limit than typical. The Polish use farms rather than mills and livestock pens, and they gather faster from their farms early on. Their farms and plantations also provide housing space. The Polish cannot hunt without using a card to enable Settlers to do so. They can construct stables in the Discovery Age, allowing them to muster cavalry earlier in Colonial than most civilizations. |
|    | Thụy Sĩ      | Henri Dufour      | The Swiss are a mobile army civilization. They require few and inexpensive buildings, and have few gatherers.Their gatherers can also be used as skirmishers. They have mobile supply wagons which produce a constant stream of resources, are able to supply the Swiss army with crates of additional resources, provide economic upgrades, train surgeons and can act as a mobile dropoff point for shipments. The Swiss have early access to Halberdiers, but late access to Musketeers. They have access to an additional Arsenal-style upgrade for their Halberdier-type units. |